# Nancy Farmer
Nancy Farmer (1941-) é uma aclamada escritora norte-americana, autora de diversos romances infantis e recipiente de vários prêmios literários.

## Breve biografia
Nascida em Phoenix, Arizona, em 1963, Nancy Farmer recebeu o seu bacharelado (B.S.) do Reed College, e logo em seguida se alistou no Corpo da Paz, de 1963 a 1965. Eventualmente, ela se tornou uma técnica de laboratório em Zimbabwe de 1975 a 1978, aonde ela conheceu o seu futuro esposo, Harold. Depois de um namoro de uma semana, eles estavam casados. Nancy atualmente vive em Menlo Park, Califórnia, com seu marido e filho.
Nancy Farmer foi certificada com a Newbery Honor, uma menção honrosa da Association for Library Service to Children (ALSC), ("associação de serviços bibliotecários para crianças") pelo romance, The Ear, the Eye and the Arm (1994), e novamente em 1997 e 2003 por outros dois romances originais,  classificando a autora como candidata a medalha Newbery, um prêmio mais elevado da mesma associação.

### Romances
- The Mirror  (1987)
- Lorelei: The Story of a Bad Cat (1987)
- Do You Know Me (1993)
- The Ear, the Eye and the Arm (1994)
- A Girl Named Disaster (1996)
- The Warm Place (1996)
- The House of the Scorpion (2002)
  - Excerto de The House of the Scorpion - em Full-Blooded Fantasy: 8 Spellbinding Tales Where Anything Is Possible (2005)
- O Mar dos Trolls - no original The Sea of Trolls (2004)
- The Land of the Silver Apples [continuação de "The Sea of Trolls] Atheneum, (2007)
- The Islands of the Blessed, [continuação de The Land of the Silver Apples] (a ser publicado em 2009)

### Livros ilustrados
- Runnery Granary: A Mystery Must Be Solved--Or the Grain is Lost!, ilustrado por Jos. A. Smith (1996)
- Casey Jones's Fireman: The Story of Sim Webb, ilustrado por James Bernardin (1999)
- Clever Ali, ilustrado por Gail De Marcken (2006)

### Histórias curtas
- "Tapiwa’s Uncle"  - em Cricket (Fevereiro 1992)
- "Origami Mountain" - em The Year's Best Fantasy and Horror: 6ª coleção anual (1992)
- "Falada: the Goose Girl's Horse" - em A Wolf At the Door, eds. Ellen Datlow e Terri Windling (2000)
- "Remember Me" - em Firebirds: An Anthology of Original Fantasy and Science Fiction, ed. Sharyn November (2003)
- "Bella's Birthday Present" - in Can You Keep a Secret, ed. Lois Metzger (2007)
- "The Mole Cure" - in Fantasy and Science Fiction (August 2007)
- "Ticket to Ride" - in Firebirds Soaring: An Anthology of Original Speculative Fiction, ed. Sharyn November (2008, lançamento em breve)
- "Castle Othello" - em Troll's Eye View, eds. Ellen Datlow e Terri Windling (2009, lançamento em breve)

## Prêmios
- 1995, Newbery Honor por The Ear, the Eye and the Arm (1994)
- 1995, National Book Award (EUA) Finalista, Categoria: "Young People's Literature" (Literatura de jovem), por The Ear, the Eye and the Arm (1994)
- 1997, Newbery Honor por A Girl Named Disaster (1996)
- 2002, National Book Award (EUA), Categoria: "Young People's Literature", por The House of the Scorpion (2002)
- 2003, Newbery Honor por The House of the Scorpion (2002)
- 2003, Buxtehuder Bulle (Alemanha) por The House of the Scorpion (2002)
- 2003, Michael L. Printz Award ("Printz Honor") por The House of the Scorpion (2002)